# Courtney Thorne-Smith
Courtney Thorne-Smith, född 8 november 1967 i San Francisco, Kalifornien, är en amerikansk skådespelare. Hon är mest känd från TV-serierna Jims värld, Melrose Place och Ally McBeal. 
Thorne-Smith har vunnit Screen Actors Guild Award för Outstanding Performance by an Ensemble in a Comedy Series 1999 för sin roll i Ally McBeal. Hon spelar även Alan Harpers flickvän Lyndsey McElroy i 2 1/2 män.

## Filmografi
- 1986 – Lucas
- 1986 – Welcome to 18
- 1987 – Summer School
- 1987 – Nördarna i paradiset
- 1990 – Beachboy
- 1992–1997 – Melrose Place (TV-serie)
- 1994 – Ond avsikt
- 1995 – Beauty's Revenge
- 1997–2002 – Ally McBeal (TV-serie)
- 1998 – Chairman of the Board
- 2001–2009 – Jims värld (TV-serie)
- 2009 – Sorority Wars
- 2010–2012 – 2 1/2 män (TV-serie)
- 2020 – Mom (TV-serie)